# Deraeocoris navajo
Deraeocoris navajo är en insektsart som beskrevs av Knight 1921. Deraeocoris navajo ingår i släktet Deraeocoris och familjen ängsskinnbaggar. Inga underarter finns listade i Catalogue of Life.